# Cut Chemist
Лу́кас МакФа́дден (англ. Lucas MacFadden, род. 4 октября 1972, Нью-Йорк, США), более известный как Cut Chemist (рус. Кат Ке́мист) — бывший участник латино-фанк-команды Ozomatli и хип-хоп-группы Jurassic 5. Также участвовал в нескольких проектах со своим приятелем-тёрнтейблистом DJ Shadow.

## Карьера
Первый полноформатный сольный альбом, The Audience's Listening, Cut Chemist выпустил 11 июля 2006 года. Титульный трек был использован Apple в рекламе iPod nano 2-го поколения.
В 2007 году сыграл учителя химии в фильме «Джуно», оправдав таким образом вторую часть своего сценического псевдонима.
Cut Chemist вместе с DJ Shadow в начале 2008 года отправился в мировой тур в поддержку альбома «The Hard Sell». Также в туре участвовал Kid Koala на разогреве.

## Дискография

### Альбомы
- Brainfreeze (1999)
- Live at Future Primitive Sound Session Version 1.1 (CD)
- Product Placement (CD)
- Brain Freeze Original Sound Track 1979
- The Litmus Test (CD)
- Rare Equations (2xCD)
- The Audience's Listening (2006)
- The Hard Sell (2008)
- Sound of the Police (2010)

### Ремиксы
- The Re-Return Of The Original Art Form (12")
- Midnight In A Perfect World (12")
- Midnight In A Perfect World / The Number Song (12")
- The Remix EP (12")
- Midnight In A Perfect World / Number Song (CD5")
- Number Song / Painkiller (12")
- A2G EP (12")
- Cut Chemist Suite (12")
- Remixes (12")
- Super Bowl Sundae (12")
- The Art Of War: Who Dares Wins (2xCD)
- Now, Listen! (CD)
- Urban Theory Presents…Meltdown (2x12")
- Urban Theory Presents: Meltdown (2xCD)
- One To Grow On (CD)
- Herbal Blend (2x12")
- Solid Steel Presents The Herbaliser — Herbal Blend (CD)
- The Document II (3x12")
- The Document II (CD)
- They Mixes (12")
- Biz Markie ripped up megamix (7')

### Скретчи
- The Funky Precedent (CD)
- Later That Day (2x12")
- Street Signs (CD)

### Продюсирование
- Jurassic 5 EP (2x12")
- Jurassic 5 EP (12")
- Concrete Schoolyard (12")
- Improvise / Lesson 6: The Lecture (12")
- Jayou / Action Satisfaction (12")
- Jayou / Without A Doubt (12")
- A2G (12")
- A2G EP (2x12")
- Jurassic 5 (LP)
- Nia (3x12")
- The Funky Precedent (CD)
- The Litmus Test (CD)
- Alphabet Aerobics -Blackalicious (12")

### DJ миксы
- Brainfreeze (1999)
- Product Placement
- The Litmus Test (CD)
- The Hard Sell (CD)
- The Hard Sell (Encore) (CD)

### Участвовал
- Got What You Need (12")
- The 5 O’Clock Shadow EP (12")
- My Vinyl Weighs A Ton (CD)
- My Vinyl Weighs a Ton (2x12")
- Tale of Five Cities (12")
- 2001: A Rhyme Odyssey (3x12")
- 2001: A Rhyme Odyssey (CD)
- No Categories 3:: A Ubiquity Compilation (2xCD)
- Embrace the Chaos (CD)
- Blazing Arrow (2x12") by Blackalicious
- Blazing Arrow (CD)
- The Private Press (Limited Edition) (2xCD)
- Freestyle (Steinski’s Additive Remix) (12")
- Later That Day… (CD)
- Make Yourself (CD)
- Chemical Calisthenics (CD)

### Tracks appear on
- Audio Alchemy (Experiments In Beat Reconstruction) (2x12")
- Audio Alchemy (Experiments In Beat Reconstruction) (CD)
- Scratchmasters Volume #3 (CD)
- Return Of The D.J. Vol. 1 (CD)
- Return Of The DJ Vol. 1 (2x12")
- Deep Concentration (2xCD)
- The Funky Precedent (CD)
- Urban Revolutions The Future Primitive Sound Collective (3x12")
- Bunky’s Pick (CD5")
- Bunky’s Pick (12")
- Product Placement (2x12")
- Slinky Presents Superclub DJ’s (2xCD)
- In The Mix / Live (12")
- Later That Day… (CD)
- The Ultimate Lessons (2x12")
- The Ultimate Lessons (CD)
- The Ultimate Lessons 2 (2x12")
- The Ultimate Lessons 2 (CD)
- Nat King Cole RE: Generations (CD)